# روبرتو عازار
روبرتو عازار (بالإسبانية: Roberto Azar)‏ مواليد 21 مارس 1966 في لنكن، بوينس آيرس، الأرجنتين، هو لاعب كرة مضرب أرجنتيني سابق كان يلعب باليد اليسرى بدأ مسيرته كمحترف عام 1984.

## روابط خارجية
- روبرتو عازار على موقع رابطة محترفي التنس (الإنجليزية)
- روبرتو عازار على موقع الاتحاد الدولي لكرة المضرب (الإنجليزية)
- روبرتو عازار على موقع خلاصة التنس.كوم (الإنجليزية)